# Christopher McDonald
Christopher Brett McDonald (Nueva York, 15 de febrero de 1955) es un actor y actor de voz estadounidense. Es conocido por interpretar personajes arrogantes o villanos, y por participar en numerosas películas desde su debut en 1980; incluyendo Thelma & Louise, Quiz Show: El dilema, La tormenta perfecta, Requiem for a Dream, Happy Gilmore, El gigante de hierro, Spy Kids 2: The Island of Lost Dreams y Superhero Movie.

## Vida privada
Christopher McDonald nació en la ciudad de Nueva York, hijo de Patricia, una profesora de enfermería y agente inmobiliaria, y James McDonald, un educador. Se crio en Romulus,  Nueva York, y se graduó en el Hobart College de Geneva, Nueva York, donde fue miembro de la fraternidad Kappa Alpha Society. Christopher McDonald está casado con Lupe Gidley y tienen cuatro hijos: Jackson McDonald (n. 1990), Hannah Elizabeth (n. 1993), Rosie (n. 1996) y Ava Catherine (n. 2001).

## Carrera
El nombre de Christopher McDonald figuró en numerosas películas y series de televisión, a menudo como actor de reparto e interpretando personajes antagónicos. En el cine ha tenido papeles en películas como Breakin', Grease 2, The Boys Next Door, Thelma & Louise, Grumpy Old Men, Quiz Show: El dilema, Flubber, The Faculty, La tormenta perfecta, House Arrest, Dirty Work, American Pie Presents: The Naked Mile, Flores rotas y Spy Kids 2: The Island of Lost Dreams. Interpretó a Ward Cleaver en la versión filmica de Leave It to Beaver y al famoso comentarista de baseball Mel Allen en 61*. En 1994 protagonizó la cinta Terminal Velocity interpretando a un agresivo gánster ruso, junto a Charlie Sheen.
En televisión, además de roles habituales en las series Family Law, North Shore, Veronica's Closet, Good Advice y Harry's Law, McDonald ha aparecido como invitado en Cheers, Riptide, Knight Rider, The Sopranos, Psych, Home Improvement, Las Vegas, la franquicia de Law & Order, Stargate Universe y Star Trek: The Next Generation como el teniente Richard Castillo en el episodio "Yesterday's Enterprise" de la tercera temporada. También personificó a Joe DiMaggio en la serie original de ESPN The Bronx Is Burning.
Prestó su voz para el personaje de Jor-El en la serie animada de Superman hacia la década de 1990.

## Filmografía
- Filmografía selecta: cine y televisión.

| Año                | Película                              | Papel                            | Notas                                                   |
| ------------------ | ------------------------------------- | -------------------------------- | ------------------------------------------------------- |
| 1982               | Grease 2                              | Goose McKenzie                   |                                                         |
| 1984               | Where the Boys Are '84                | Tony                             |                                                         |
| 1984               | Breakin'                              | James                            |                                                         |
| 1984               | The Black Room                        | Terry Home Alone 2               |                                                         |
| 1984               | Chattanooga Choo-Choo                 | Alex O'Donnell                   |                                                         |
| 1985               | The Boys Next Door                    | Detective Mark Woods             |                                                         |
| 1987               | Outrageous Fortune                    | George                           |                                                         |
| 1988               | Cool Blue                             | Peter Sin                        |                                                         |
| 1988               | Paramedics                            | Mad Mike                         |                                                         |
| 1989               | El cielo se equivocó                  | Louie Jeffries                   |                                                         |
| 1990               | Playroom                              | Chris                            |                                                         |
| 1990               | Star Trek: The Next Generation        | Teniente Castillo                | Un episodio                                             |
| 1991               | Thelma & Louise                       | Darryl                           |                                                         |
| 1991               | Dutch                                 | Reed Standish                    |                                                         |
| 1991               | Wild Orchid II: Two Shades of Blue    | Senador Dixon                    |                                                         |
| 1993               | Cover Story                           | Sam Sparks                       |                                                         |
| 1993               | Benefit of the Doubt                  | Dan                              |                                                         |
| 1993               | Conflicte de Interes                  | Mickey Flannery                  |                                                         |
| 1993               | Fatal Instinct                        | Frank Kelbo                      |                                                         |
| 1993               | Grumpy Old Men                        | Mike                             |                                                         |
| 1993               | Good Advice                           | Joey DeRuzza                     |                                                         |
| 1994               | Midnight Runaround                    | Jack Walsh                       | Serie                                                   |
| 1994               | Another Midnight Run                  | Jack Walsh                       | Serie                                                   |
| 1994               | Roadflower                            | Glen                             |                                                         |
| 1994               | Monkey Trouble                        | Tom                              |                                                         |
| 1994               | Midnight Run for Your Life            | Jack Walsh                       | Serie                                                   |
| 1994               | Terminal Velocity                     | Kerr                             |                                                         |
| 1994               | Quiz Show: El dilema                  | Jack Barry                       |                                                         |
| 1995               | My Teacher's Wife                     | Roy Mueller                      |                                                         |
| 1995               | Best of the Best 3: No Turning Back   | Jack Banning                     |                                                         |
| 1995               | The Tuskegee Airmen                   | Mayor Joy                        | Serie                                                   |
| 1995               | Fair Game                             | Teniente Meyerson                |                                                         |
| 1996               | Jaded                                 | Jack Carlson                     |                                                         |
| 1996               | Unforgettable                         | Stewart Gleick                   |                                                         |
| 1996               | Celtic Pride                          | Entrenador Kimball               |                                                         |
| 1996               | House Arrest                          | Donald Krupp                     |                                                         |
| 1996               | The Rich Man's Wife                   | Tony Potenza                     |                                                         |
| 1996               | Happy Gilmore                         | Shooter McGavin                  |                                                         |
| 1997               | Leave It to Beaver                    | Ward Cleaver                     |                                                         |
| 1997               | A Smile Like Yours                    | Richard Halstrom                 |                                                         |
| 1997               | Flubber y el profesor chiflado        | Wilson Croft                     |                                                         |
| 1997               | Lawn Dogs                             | Morton Stockard                  |                                                         |
| 1997               | Into Thin Air: Death on Everest       | Jon Krakauer                     |                                                         |
| 1998               | Divorce: A Contemporary Western       | Tony                             |                                                         |
| 1998               | The Eighteenth Angel                  | Hugh Stanto                      |                                                         |
| 1998               | SLC Punk!                             | Padre de Stevo                   |                                                         |
| 1998               | Dirty Work                            | Travis Cole                      |                                                         |
| 1998               | The Faculty                           | Sr. Frank Connor                 |                                                         |
| 1999               | Five Aces                             | Ash Gray                         |                                                         |
| 1999               | The Iron Giant                        | Kent Mansley                     | voz                                                     |
| 1999               | Gideon                                | Alan Longhurst                   |                                                         |
| 2000               | Magicians                             | Jake                             |                                                         |
| 2000               | Trake Down                            | Mitch Gibson                     |                                                         |
| 2000               | The Skulls                            | Martin Lombard                   |                                                         |
| 2000               | Isn't She Great                       | Brad Bradburn                    |                                                         |
| 2000               | Requiem for a Dream                   | Tappy Tibbons                    |                                                         |
| 2000               | La tormenta perfecta                  | Todd Gross                       |                                                         |
| 2001               | 61*                                   | Mel Allen                        | Telefilm                                                |
| 2001               | The Man Who Wasn't There              | Macadam Salesman                 |                                                         |
| 2002               | Speakeasy                             | Dr. Addams                       |                                                         |
| 2002               | Spy Kids 2: The Island of Lost Dreams | Presidente de los Estados Unidos |                                                         |
| 2002               | Children on Their Birthdays           | Speedy Thorne                    |                                                         |
| 2003               | Grind                                 | Sr. Rivers                       |                                                         |
| 2005               | The L.A. Riot Spectacular             | Oficial Koon                     |                                                         |
| 2005               | Dicen Por Ahí...                      | Roger McManus                    |                                                         |
| 2005               | Flores rotas                          | Ron Anderson                     |                                                         |
| 2006               | Funny Money                           | Vic                              |                                                         |
| 2006               | American Pie Presents: The Naked Mile | Harry Stifler                    |                                                         |
| 2007               | The Dukes of Hazzard: The Beginning   | Jefferson Davis "Boss" Hogg      |                                                         |
| 2007               | The Sopranos                          | Eddie Dunne                      | Un episodio                                             |
| 2007               | Kickin' It Old Skool                  | Marty Schumacher                 |                                                         |
| 2007               | The Bronx Is Burning                  | Joe DiMaggio                     | Miniserie                                               |
| 2007               | My Sexiest Year                       | Jake adulto                      |                                                         |
| 2007               | Awake                                 | Dr. Larry Lupin                  |                                                         |
| 2007               | American Pie Presents: Beta House     | Harry Stifler                    |                                                         |
| 2008               | Locas por el dinero                   | Bryce Arbogast                   |                                                         |
| 2008               | Superhero Movie                       | Lou Landers/Hourglass            |                                                         |
| 2008               | Summerhood                            | Asistente de dirección           |                                                         |
| 2008               | Player 5150                           | Tony                             |                                                         |
| 2008               | The House Bunny                       | Decano Simmons                   |                                                         |
| 2008               | An American Carol                     | Supervisor del laboratorio       |                                                         |
| 2009               |                                       |                                  |                                                         |
| Law & Order        | John Jay McIntyre                     |                                  |                                                         |
| Fanboys            | Big Chuck                             |                                  |                                                         |
| Spooner            | Dennis Spooner                        |                                  |                                                         |
| Reunion            | Eamon                                 |                                  |                                                         |
| Deep in the Valley | Diamond Jim                           |                                  |                                                         |
| Stargate Universe  | Alan Armstrong                        | Tres episodios                   |                                                         |
| Splinterheads      | Sargento Bruce Mancuso                |                                  |                                                         |
| Middle Men         | George Harris                         |                                  |                                                         |
| 2010               | Black Widow                           | Steve                            |                                                         |
| 2010               | Barry Munday                          | Dr. Preston Edwards              |                                                         |
| 2010               | Ben 10: Ultimate Alien                | Capitán Némesis                  |                                                         |
| 2009–12            | Harry's Law                           | Thomas "Tommy" Jefferson         | habitual en la temp. 2011; protagonista desde 2011-2012 |
| 2011               | Lemonade Mouth                        | Director Brenigan                |                                                         |
| 2011               | Boardwalk Empire                      | Harry M. Daugherty               |                                                         |
| 2011               | Law & Order: Criminal Intent          | Evan Corman                      |                                                         |
| 2014               | Believe Me                            | Ken                              |                                                         |
| 2014               | Being American                        | Mark                             |                                                         |
| 2015–16            | The Good Wife                         | Juez Don Schakowsky              | 7 episodios                                             |
| 2016–19            | Ballers                               | Dallas Cowboys Owner             | 13 episodios                                            |
| 2017               | The Crash                             | Del Banco                        |                                                         |
| 2017               | Once Upon a Time in Venice            | Mr. Carter                       |                                                         |
| 2017               | Law & Order: Special Victims Unit     | Harold Coyle                     | Episodio: "The Newsroom"                                |
| 2017–18            | Gone                                  | Pastor                           | 2 episodios                                             |
| 2018               | Backtrace                             | Franks                           |                                                         |
| 2019               | Mr. Iglesias                          | Coach Dixon                      | 9 episodios                                             |
| 2020               | We Can Be Heroes                      | Neil Anami                       |                                                         |
| 2021–25            | Hacks                                 | Marty                            | 14 episodios                                            |
| 2021               | Impeachment: American Crime Story     | Robert S. Bennett                | 2 episodios                                             |
| 2022               | The Watcher                           | Detective Rourke Chamberland     | 7 episodios                                             |
| 2025               | The Last Rodeo                        | Jimmy Mack                       |                                                         |